# Bassingfield
Bassingfield – osada w Anglii, w hrabstwie Nottinghamshire, w dystrykcie Rushcliffe. Leży 6 km na południowy wschód od miasta Nottingham i 170 km na północ od Londynu.